# 沃尔夫重排反应
沃尔夫重排反应（Wolff重排反应），即：α-重氮酮在光、热或过渡金属催化剂（如氧化银）作用下，放出氮气生成卡宾中间体，然后发生1,2-重排反应生成烯酮。该反应由陆德维希·沃尔夫在1912年发现。